# Gugul
Gugul is een bestuurslaag in het regentschap Pamekasan van de provincie Oost-Java, Indonesië. Gugul telt 3354 inwoners (volkstelling 2010).